# Xarur
Xarur  ( azeri: Şərur) é um dos cinquenta e nove rayones do Azerbaijão, localizado no enclave do República Autônoma do Naquichevão. A capital é a cidade de Xarur.

## História
Durante os tempos antigos, Xarur era um distrito na província de Airarate do Reino da Arménia.  As terras no distrito pertencia aos reis armênio até o século V. Quando o Rei Simbácio I da Armênia tomou o controle da região dos árabes, concedeu terras aos príncipes arménios de Siunique. Posteriormente, foi conquistado por tribos turcas e mais tarde os mongóis.
Xarur fazia parte do território do Canato de Naquichevão até à sua abolição em 1828. No império russo foi feita uma parte do Oblast da Armênia. Após o oblast ser abolido, ele se tornou parte do distrito (uezde) de Xarur-Daraliaz da Gubernia de Erevã. O rayon era conhecido como Baxe Noraxém   ou Norashen 1930-1966 [3] e 1966-1990 como Ilyich (depois de Vladimir Ilyich Lenin).

## Território e população
Este rayon é possuidor uma superfície de 708 quilômetros quadrados, os quais são o lugar de uma população composta por umas 97.900 pessoas. Por onde, a densidade populacional se eleva a cifra dos 138,30 habitantes por cada quilômetro quadrado deste rayon.